# Louis Abelly
Louis Abelly, né en juin 1604 à Paris où il est mort le 4 octobre 1691,  est un  théologien français.

## Biographie
Abelly, dont le père, Pierre Abelly, occupait une place dans l’administration des finances, fit ses études à Paris. Dès qu’il eut reçu le caractère sacerdotal, il s’offrit à Vincent de Paul, qui venait de s’établir au collège des Bons-Enfants, pour partager ses travaux apostoliques. Pendant plusieurs années, il travailla sous la direction de Vincent de Paul, qui eut le loisir, pendant ses missions, d’apprécier les lumières et le dévouement de son jeune collaborateur. Jusqu’à la fin de sa vie, il l’honora de sa confiance et de son amitié.
Lorsque l’évêque de Bayonne, François Fouquet, demanda à Vincent de Paul un grand-vicaire, Celui-ci nomma Abelly. Quelque temps après son arrivée, l’évêque le chargea de l’officialité, commission qui requérait, à raison des temps et des circonstances, beaucoup de sagesse et de fermeté.
Abelly n’occupa pas très longtemps cette place et il revint à Paris. Il accepta une cure de campagne qui se présenta à lui, mais bientôt après, il fut rappelé dans la capitale pour y gouverner la petite paroisse de Saint-Josse, dépendante de celle de Saint-Laurent, en 1650. Sa première pensée, dans sa nouvelle position, fut-elle de porter son clergé à embrasser la vie commune qu’il avait connu et goûté dans la compagnie de Vincent de Paul. La proposition qu’il en fit s’exécuta sans obstacle, et la petite communauté de Saint-Josse servit de modèle à beaucoup d’autres.
Lorsque la mendicité fut interdite à Paris, Vincent de Paul fut chargé de trouver un prêtre pour diriger l’hôpital général. Choisi par ce dernier pour assurer la direction de cette maison naissante, Abelly s’acquitta de ce nouvel emploi pendant dix ou douze années jusqu’à l’époque où l’évêque de Rhodez, Hardouin de Péréfixe, à sa nomination à l’archevêché de Paris, souhaita avoir l’aumônier de l’hôpital général pour successeur. Sa demande à la cour, appuyée par le père Annat, confesseur de  Louis XIV, fut acceptée, et Abelly reçut l’onction épiscopale en 1664 de l'archevêque de Paris Hardouin de Péréfixe de Beaumont.
Le nouveau prélat de Rodez se livra aux fonctions de l’épiscopat avec zèle, mais l’air du pays était contraire à son tempérament. Il fut victime d’une première atteinte de paralysie qui fit craindre quelque chose de plus fâcheux. Les médecins ayant jugé qu’il ne pouvait résider dans son diocèse, sans courir risque de la vie, il se démit en 1667.
De retour à Paris, Abelly se retira à Saint-Lazare, et y vécut jusqu’à sa mort, non comme membre de la Congrégation, mais en qualité de pensionnaire. Ses anciennes liaisons avec les fondateurs de la Mission lui firent souhaiter de terminer sa carrière dans un lieu où Vincent de Paul avait fini la sienne. Loin du tumulte et des embarras du siècle, dans un appartement de la dernière simplicité, il partageait son temps entre la méditation, l’étude et les œuvres de charité. Il dirigeait, en qualité de supérieur, plusieurs communautés de filles, et surtout celle des sœurs de la Croix. C’est lui qui rédigea les premières règles de cet institut. il faisait, un jour par semaine, des conférences spirituelles aux sœurs.
Il composa dans cette retraite la plupart de ses nombreux ouvrages, dont la vie de Vincent de Paul. Dès 1651, il avait publié un abrégé de théologie qu’il avait intitulé : Medulla theologica (Moelle théologique).
Il avait été le confesseur de Mazarin. 
Il est auteur :
- d’une Vie de Saint Vincent de Paul[1], dirigé principalement contre les jansénistes, et tout particulièrement Saint-Cyran, publiée en 1664 et rééditée en 1667, 1684 et 1698 ;
- de la Couronne de la Vie chrétienne ;
- d'une Vie de Saint-Josse Prince de Bretagne ;
- d’un Manuel de piété ;
- d’un abrégé de théologie dogmatique en deux volumes intitulé Medulla theologica, (la Moelle Théologique). Publié une première fois en 1651, avec les approbations de Martin Grandin et André Duval, docteurs de la Sorbonne, ce traité a été très fréquemment réédité durant la seconde moitié du XVIIe siècle en France, et a encore été largement utilisé dans les séminaires italiens au début du XVIIIe siècle.

On en compte de très nombreuses éditions :
- Paris, G. Josse, 1652-1653 (editio secunda) [Paris BNF] ;
- Paris, G. Josse, 1654-1655 (editio tertia) [Paris BNF] ;
- Paris, G. Josse, 1658 (editio quinta) [Paris BNF] ;
- Paris, F. Lambert; 1666
- Paris, F. Lambert, 1672 (editio septima) [Paris BNF] ;
- Paris, S. Michallet, 1681 [Paris BNF] ;
- Paris, S. Michallet, 1684 [Paris BNF] ;
- Padoue, Giovanni Manfrè, 1720 [La Neuville-en-Hez BAB].

Un vers de Nicolas Boileau fait allusion à ce dernier écrit et le nomme dans le Lutrin (chant IV), le moelleux Abelly.